# ...będzie gorzej
...będzie gorzej (czes. ...a bude hůř: román o třech dílech) – debiutancka powieść czeskiego pisarza Jana Pelca, mająca za tło czeski underground lat 70. XX wieku. Składa się z trzech części: Děti rodičů (Dzieci rodziców), Děti ráje (Dzieci raju), Děti cest (Dzieci dróg).
Powieść Pelca, który przebywał wówczas na emigracji w Paryżu, ukazała się w Kolonii w 1985 roku, choć jej fragment wydrukowało wcześniej wychodzące w Paryżu czeskie czasopismo "Svědectví". Książka wywołała burzliwą dyskusję wśród czeskiej emigracji oraz w kręgach czechosłowackiej opozycji; kontrowersje wywołały obecne w niej wulgaryzmy i obscena. Pavel Tigrid, krytyk literacki i wydawca "Svědectví", napisał o tych polemikach: "Wśród przeciwników są również zwolennicy likwidacji: jeśli już nie samego pisarza, to na pewno jego książki. (...) Przestrzegają przed tą lekturą niewinne dziewczęta i w ogóle młodzież, dorosłych zaś przed obrzydzeniem, jakie ogarnie ich po przeczytaniu już pierwszych stron. Osobom nastawionym patriotycznie mówi się, że oto czeski niby-pisarz »własne gniazdo kala« i lży narodową dumę. Niektórzy redaktorzy, zwykle podający się za rzeczników swobodnego przepływu idei oraz wolności słowa, wysmażyli i opublikowali notki, sens których sprowadza się do tego, że czytelnicy zapewne zrozumieją, dlaczego ich czasopisma nie będą recenzowały książki Pelca".
Piotr Kępiński określił ...będzie gorzej jako "powieść pokoleniową, jaka w Polsce nie powstała. To manifest wrażliwości i nihilizmu, wiary i zwątpienia. Piękna i jednocześnie drastyczna historia dojrzewania" i nazwał ją "arcydziełem czeskiej literatury".
W Polsce ...będzie gorzej zostało wydane po raz pierwszy w 1989 roku, jeszcze w drugim obiegu, nakładem Solidarności Polsko-Czechosłowackiej. Przekładu dokonał Jan Stachowski. Edycja ta zawierała dwie części powieści Pelca: Děti rodičů i Děti ráje. Wznowienie ...będzie gorzej nastąpiło w roku 1993, nakładem wydawnictwa Pomorze (ISBN 83-7003-497-7), w tym samym tłumaczeniu, jednak była to tylko pierwsza część powieści. Pierwsze pełne wydanie powieści, uzupełnione o trzecią część Děti cest (Dzieci dróg) w przekładzie Stachowskiego, ukazało się nakładem Wydawnictwa Czarne w 2014 roku.
W roku 2007 powstała ekranizacja kinowa ...będzie gorzej. Film wyreżyserował w czarno-białej estetyce i klimacie kina offowego Petr Nikolaev.